# Tugurejo (Slahung)
Tugurejo is een bestuurslaag in het regentschap Ponorogo van de provincie Oost-Java, Indonesië. Tugurejo telt 4281 inwoners (volkstelling 2010).